# 徐瓚 (天順進士)
徐瓚（1428年—？），字天錫，浙江紹興府餘姚縣人，明朝政治人物。同進士出身。

## 生平
天順三年（1459年）舉己卯科浙江鄉試第二十名。天順四年（1460年）聯捷庚辰科會試第一百四十九名，殿試登進士第三甲第十九名。

## 家族
曾祖父徐閏輕。祖父徐伯庸，曾任定遠縣知縣。父亲徐淮。